# 多布杰
多布杰（藏語：སྟོབས་རྒྱལ，威利转写：stobs-rgyal，1958年5月—），中国西藏日喀则市南木林县人，藏族。影视演员、话剧演员，上海戏剧学院表演系毕业。现为西藏自治区话剧团演员，中国戏剧家协会会员，中国影视艺术协会会员，一级演员。电影代表作有《可可西里》和《无人区》。

## 影视作品

### 电影
| 时间   | 影片名          | 导演         | 角色名           | 备注                                                                       |
| 1996年 | 《彝海结盟》    | 伍匡文、郝光 | 彝族头人         |                                                                            |
| 1997年 | 《红河谷》      | 冯小宁       | 藏族头人         | 获第17届中国电影金鸡奖最佳男配角奖提名                                     |
| 2004年 | 《可可西里》    | 陆川         | 日泰             | 获第41届台湾电影金马奖最佳男主角提名、第25届中国电影金鸡奖最佳男配角奖提名 |
| 2011年 | 《辛亥革命》    | 张黎、成龙   | 冯国璋           |                                                                            |
| 2013年 | 《无人区》      | 宁浩         | 隼贩头目         |                                                                            |
| 2016年 | 《上海王》      | 胡雪桦       | 卢将军           |                                                                            |
| 2017年 | 《金珠玛米》    | 杨蕊         | 洛桑头人         |                                                                            |
| 2018年 | 《阿修罗》      | 张鹏         | 智者             |                                                                            |
| 2018年 | 《中国合伙人2》 | 刘亚当       | 杨承栋           |                                                                            |
| 2019年 | 《丢人》        | 汪小平       | 老丁（西藏警察） |                                                                            |
| 2019年 | 《逗爱熊仁镇》  | 查慕春       | 虎爷             |                                                                            |
| 2019年 | 《攀登者》      | 李仁港       | 老喇嘛           |                                                                            |

### 电视剧
- 1994年《雪震》饰演贡布
- 1999年《西藏風雲》饰演 阿沛·阿旺晋美
- 2004年《格达活佛》饰演 格达活佛
- 2005年《密电风云》
- 2005年《茶马古道》
- 2010年《雪域天路》饰演 扎西/多吉
- 2011年《香格里拉》
- 2011年《牦牛岁月》
- 2012年《木府风云》饰演 木旺
- 2013年《西藏秘密》
- 2014年《一代枭雄》饰演 王三春
- 2019年《九州缥缈录》饰演 蒙勒火儿
- 2020年《阳光之下》饰演 封勇
- 《太陽樂土》
- 《康定童話》
- 《愛心無價》
- 《拉薩往事》
- 《啊、雀兒山》
- 《文成公主》饰演 恭顿
- 《八瓣格桑花》
- 《達瑪誓言》
- 《塵埃落定》